# Agno
Agno és un municipi del districte de Lugano (Cantó de Ticino, Suïssa) on hi ha l'Aeroport de Lugano.